# Fève
Pour les articles homonymes, voir Fève (homonymie).
Pour la fève de haricot, voir Haricot (homonymie).

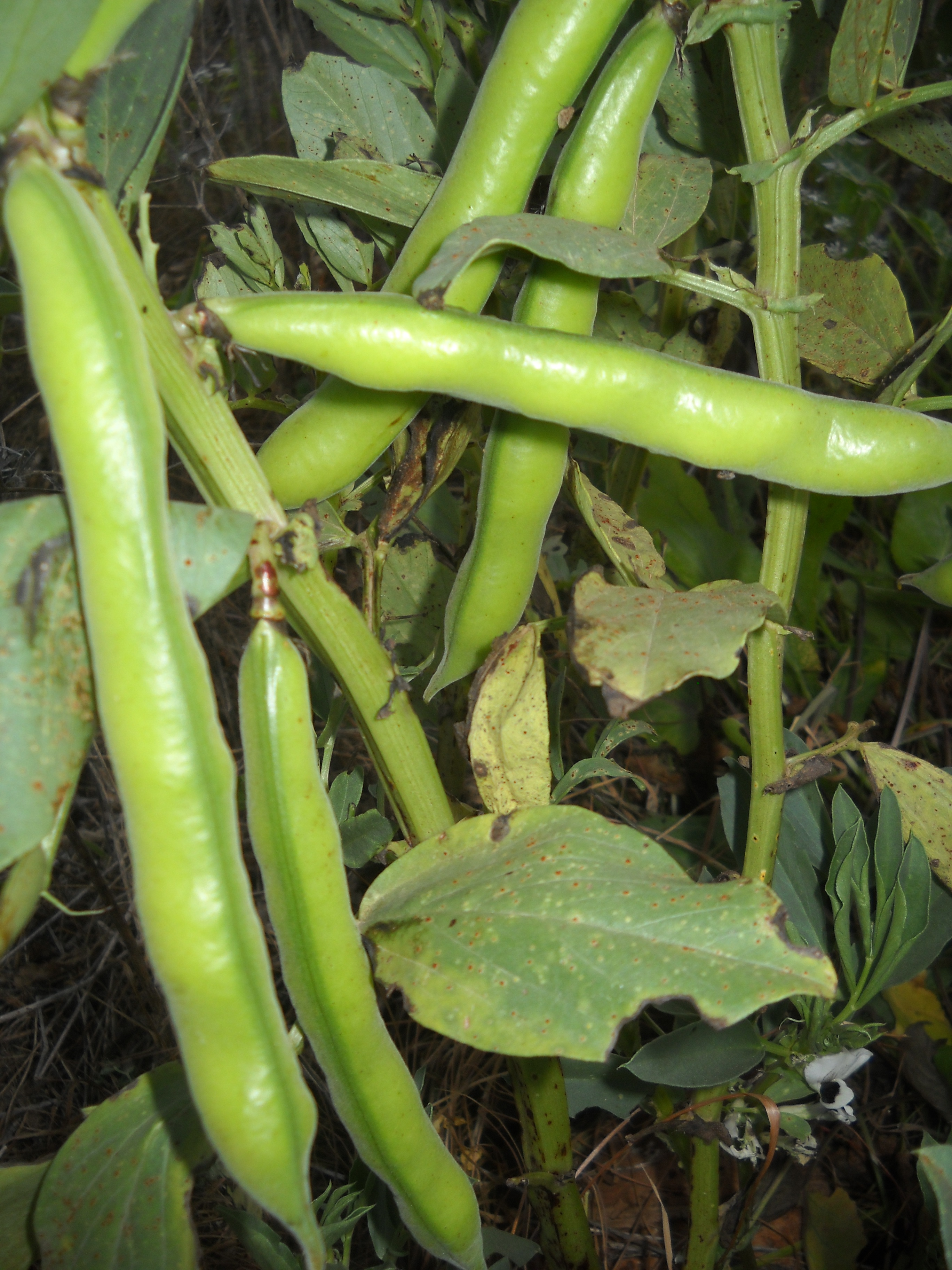
Gousses de fève maraîchère.

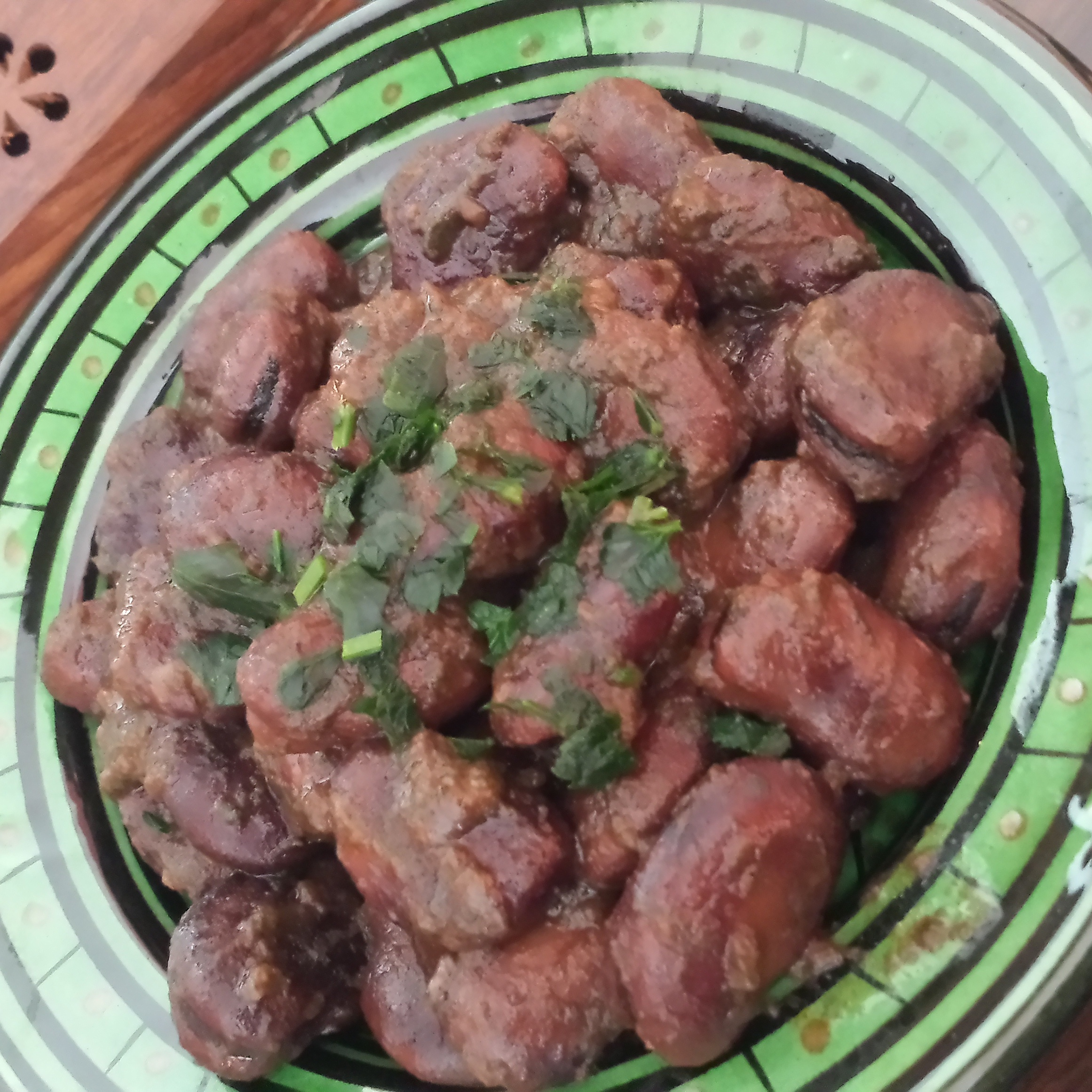
Persillade de fèves (plat marocain).

Les fèves sont des plantes annuelles légumineuses de la famille des Fabaceae, sous-famille des Faboideae, tribu des Fabeae. Comme les fèveroles, les fèves cultivées ont comme origine l'espèce botanique Vicia faba.
Le terme désigne aussi la graine qui, consommée à l'état frais ou sec, est l'un des légumes les plus anciennement cultivés.
On la cultive pour ses graines comestibles, tout particulièrement autour du Bassin méditerranéen ainsi que maintenant dans de très nombreux pays où elle est utilisée fraîche ou sèche. En Russie, en Égypte et au Canada, elle fait partie de la cuisine traditionnelle.
Consommée en grande quantité, la fève peut provoquer des crises de favisme chez les personnes sensibles. Cette pathologie rare est potentiellement très grave.
C'est une fève (qui symbolisait une pièce de monnaie) qu'on met parfois dans la galette des rois.

## Description
Ce sont des plantes herbacées robustes, pouvant dépasser un mètre.
Les feuilles sont pennées et terminées par une pointe, avec des folioles larges, de couleur glauque ; inflorescence en racème de deux à cinq fleurs (parfois fleur solitaire), à corolle blanche ou rosée, avec des taches noires sur les ailes.
Le fruit est une gousse contenant des graines de forme ovale et aplatie avec une peau épaisse, les fèves qui ont la forme d'un gros haricot aplati.

## Origine et diffusion
Les premiers restes archéologiques datent de 6 000 à 7000 ans avant J.-C. au Proche-Orient. Sa domestication aurait été faite vers 4000 à 5000 avant J.-C. en divers lieux autour de la Méditerranée. La fève est introduite en Chine à partir du IIe siècle.
Elle a été très consommée dans l'Antiquité à Rome. La gens Fabia, très grand patronyme romain, tirait son nom de la fève. En France au Moyen Âge, elle était très consommée en hiver par les moines.
La fève parvient en Amérique du Nord au début du XVIIe siècle lorsque Bartholomew Gosnold, explorateur de la Nouvelle-Angleterre, en plante sur les îles Elizabeth. Trente ans plus tard, cette plantation approvisionne régulièrement la colonie du Massachusetts et la ville de Plymouth.

## Variétés et cultivars de fèves
On ne connaît pas le type sauvage de l'espèce, ce qui prouve l'ancienneté de sa culture. Il existe plusieurs variétés et cultivars, que l'on différencie par la grosseur, la couleur et la qualité des graines. Les fèves sont généralement grimpantes :
- idéalement, la fève maraîchère ou grosse fève correspond à la variété véritable Vicia faba var. faba.

Il existe divers cultivars et types de fèves :
- la petite fève présente des gousses qui ne contiennent que trois graines, très bonnes pour la consommation ;
- la fève de Nice produit de très grosses graines ;
- la fève d'Aguadulce, très cultivée dans les jardins, présente des gousses d’une trentaine de centimètres ;
- la fève de Séville a des gousses assez larges (3 cm) et longues de 15 cm ; elle est très hâtive et a un bon rendement ;
- la fève d'Auvergne, variété menacée de disparition[3] ;
- une variété de fèves nommée gourgane est consommée au Québec ;
- autres cultivars : Tezierémeraude, Trois fois blanches, Red Epicure, Primabel, Sréréo…

Plus de 120 variétés de fèves de l'espèce Vicia faba (et près de 130 de féverolle), sont inscrites au catalogue européen mais seulement deux variétés de « fève » restent inscrites au Catalogue officiel français.

## Remarque
Par extension, le mot fève désigne de nombreuses graines ayant une forme proche de la fève Vicia faba telles que la fève de cacao, la fève jacquier (Jack bean en anglais) Canavalia ensiformis, dont fut identifiée et extraite l'hémaglutinine, qui appartient à la même famille mais à un genre différent.

## Culture, économie et utilisation

### Culture
Plante peu exigeante en sol (pH ≥ 6), elle préfère la chaleur (température optimale de croissance autour de 20 °C) mais craint les températures élevées.
Les fèves préfèrent les sols profonds et frais, à exposition ensoleillée. Elle craint la sécheresse.
La fève est une plante fixatrice d'azote (elle récupère l'azote de l'air, s'en nourrit et finalement en enrichit les sols). Elle est bien adaptée aux terres riches en potassium, telles que les terres profondes, argilo-calcaires, argileuses ou comportant des roches primaires. Compost, reliquats de fumier ou engrais peuvent amener un complément en potassium si la terre en est trop pauvre. L'apport de fumier frais n'est pas recommandé car il peut entraîner un surcroît de végétation préjudiciable à la formation des fleurs et gousses à cause de l'azote qu'il contient.
On la sème de préférence en automne (à partir d'octobre) dans les régions chaudes du Midi et du Sud-Ouest de la France, en début de printemps (février-mars) ailleurs.

### Économie
La récolte mondiale de fèves s'élève à 4,75 millions de tonnes (FAO 2002), dont :
- fèves vertes (fève à grosses graines principalement pour la consommation humaine) : 1,02 million de tonnes ;
- fèves sèches (féverole à petites graines principalement pour la consommation animale) : 3,73 millions de tonnes.

| Production en tonnes en 2004 et 2005 Données de FAOSTAT (FAO) Base de données de la FAO, accès du 14 novembre 2006 | Production en tonnes en 2004 et 2005 Données de FAOSTAT (FAO) Base de données de la FAO, accès du 14 novembre 2006 | Production en tonnes en 2004 et 2005 Données de FAOSTAT (FAO) Base de données de la FAO, accès du 14 novembre 2006 | Production en tonnes en 2004 et 2005 Données de FAOSTAT (FAO) Base de données de la FAO, accès du 14 novembre 2006 | Production en tonnes en 2004 et 2005 Données de FAOSTAT (FAO) Base de données de la FAO, accès du 14 novembre 2006 | Production en tonnes en 2004 et 2005 Données de FAOSTAT (FAO) Base de données de la FAO, accès du 14 novembre 2006 |
| --- | --- | --- | --- | --- | --- |
| Russie | 564 000 | 45 % | 500 000 | 43 % | |
| Espagne | 131 500 | 11 % | 145 100 | 12 % | |
| Turquie | 124 000 | 10 % | 124 000 | 11 % | |
| Ukraine | 131 700 | 11 % | 98 000 | 8 % | |
| Mexique | 92 000 | 7 % | 92 000 | 8 % | |
| Éthiopie | 83 000 | 7 % | 83 000 | 7 % | |
| Syrie | 33 000 | 3 % | 33 000 | 3 % | |
| Serbie-et-Monténégro                                                                                               | 24 000 | 2 % | 25 000 | 2 % | |
| Lituanie | 15 000 | 1 % | 15 000 | 1 % | |
| Italie | 7 000 | 1 % | 8 000 | 1 % | |
| Autres pays | 20 239 | 3 % | 47 661 | 4 % | |
| Total | 1 543 439 | 100 % | 1 076 761 | 100 % | |

### Ennemis de la fève

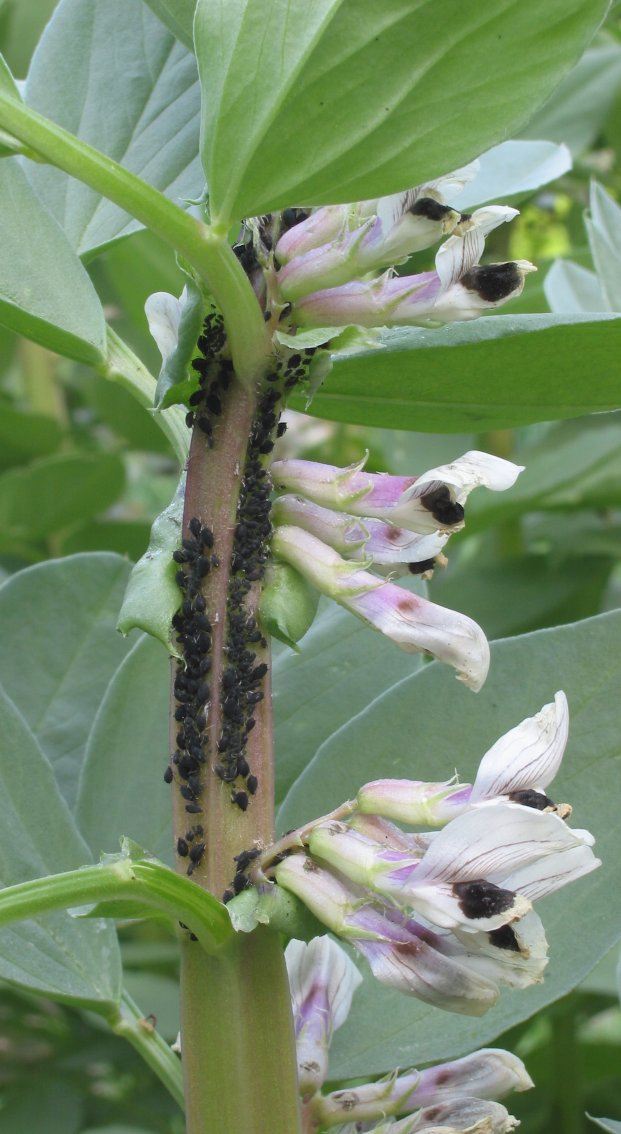
Aphis fabae (puceron noir de la fève).

#### Principales maladies
- Anthracnose (Ascochyta fabae),
- Maladie des taches chocolat[8] (Botrytis fabae).
- Mildiou
- Rouille

#### Principaux ravageurs
- Anguillule des céréales (Ditylenchus dipsaci)
- Bruche de la fève (Bruchus rufimanus)
- Puceron noir de la fève (Aphis fabae)
- Thrips du pois (Frankliniella robusta).
- Rats d'Égypte[Lequel ?]

## Fève, nutrition et santé
La fève est considérée comme un aliment très intéressant : la fève fraîche est relativement riche en matière sèche (18 % à l'état cru, contre 6 à 12 % dans la plupart des légumes frais), et notamment en glucides, en protides, et en fibres, ce qui lui confère des propriétés nutritionnelles remarquables.
Les glucides de la fève fraîche atteignent 10 g aux 100 g (et encore 6,2 g après cuisson), ce qui la situe sensiblement au niveau des carottes ou des artichauts. Il s'agit pour l'essentiel – environ 85 % du total glucidique – de glucides complexes (en particulier d’amidon, et pour une très faible part de polysaccharides complexes spécifiques des graines de légumineuses, verbascose ou stachyose, par exemple), et pour 15 % du total glucidique, de sucres plus simples (glucose, saccharose, fructose).
Autre particularité de la fève : un taux de protéines élevé, de l'ordre de 5 à 6 g aux 100 g. La fève se situe, pour cette teneur, presque au niveau du petit pois, et très au-dessus des légumes frais (qui n'en renferment que 1 à 2 g pour 100 g). C'est un aliment recommandé en alimentation végétarienne ou végane.
Les protéines de la fève sont très riches en lysine, mais légèrement déficitaires en acides aminés soufrés — méthionine et cystine. En consommant en même temps des fèves et des céréales (dont les protéines sont, elles, déficitaires en lysine), on réalise une association optimale pour la qualité protéique de l'alimentation. Les protéines de la fève peuvent également être équilibrées par une petite quantité de protéines d'origine animale.
Les lipides sont très peu abondants dans la fève fraîche (0,3 à 0,6 g aux 100 g), mais de composition originale : ils sont constitués essentiellement par des acides gras insaturés (dont 52 % d'acide linoléique et 4 % d'acide linolénique — des acides gras polyinsaturés indispensables — et 26 % d'acide oléique — un acide mono-insaturé).
L'apport énergétique de la fève fraîche est de l'ordre de 60 kilocalories (250 kilojoules) aux 100 g. Elle se situe ainsi entre les légumes frais (20 à 40 kilocalories en général), et les pommes de terre ou les petits pois (80 à 85 kilocalories).
Les fibres sont présentes à un taux important dans la fève, puisqu'elles atteignent 6,5 g aux 100 g. Elles forment notamment les pellicules externes de la graine ainsi que les membranes de toutes les cellules végétales. Il s'agit pour l'essentiel de cellulose et d'hémicelluloses, ainsi que de pectine en plus petites proportions. 
La fève offre par ailleurs un bon taux de vitamines B (dont acide folique), C et E et de minéraux essentiels : potassium, calcium et magnésium. 
Les fèves (et féveroles), comme d'autres légumineuses peuvent contenir des facteurs antinutritionnels ; deux sont potentiellement abondants chez la fève et dangereux pour les personnes prédisposées : la tyramine (hypertensions) et la vicine (favisme).

### Favisme
Une certaine portion de la population mondiale (fortement variable selon les origines ethniques) peut — pour des raisons génétiques — développer, dans des circonstances variables une pathologie due à un déficit en glucose-6-phosphate déshydrogénase (G6CPD), en cas de consommation importante de fèves. Cette maladie dénommée favisme serait liée à une mauvaise réaction aux substances oxydantes (vicine et convicine) que contient la fève, susceptibles de provoquer chez ces personnes des crises d'hémolyse aiguë. 
Les variétés à fleurs blanches peu tanniques, les graines épluchées (on trouve les tanins et les facteurs antinutritionnels en particulier dans le tégument de la graine) et cuites contiennent moins de vicine. 
Il est à noter que des variétés de féveroles à faible teneur en tanins et vicine-convicine ont été sélectionnées en France : Gladice, Betty, Lady au départ pour l'alimentation des volailles. Des études italiennes (hôpital d'Alghero) ont prouvé que ces fèves n'étaient pas toxiques pour les patients atteints de favisme. Par ailleurs, les féveroles protéagineuses cultivées en France sont couramment utilisées et exportées pour l'alimentation humaine, fèves et féveroles étant de la même espèce.

## Usages

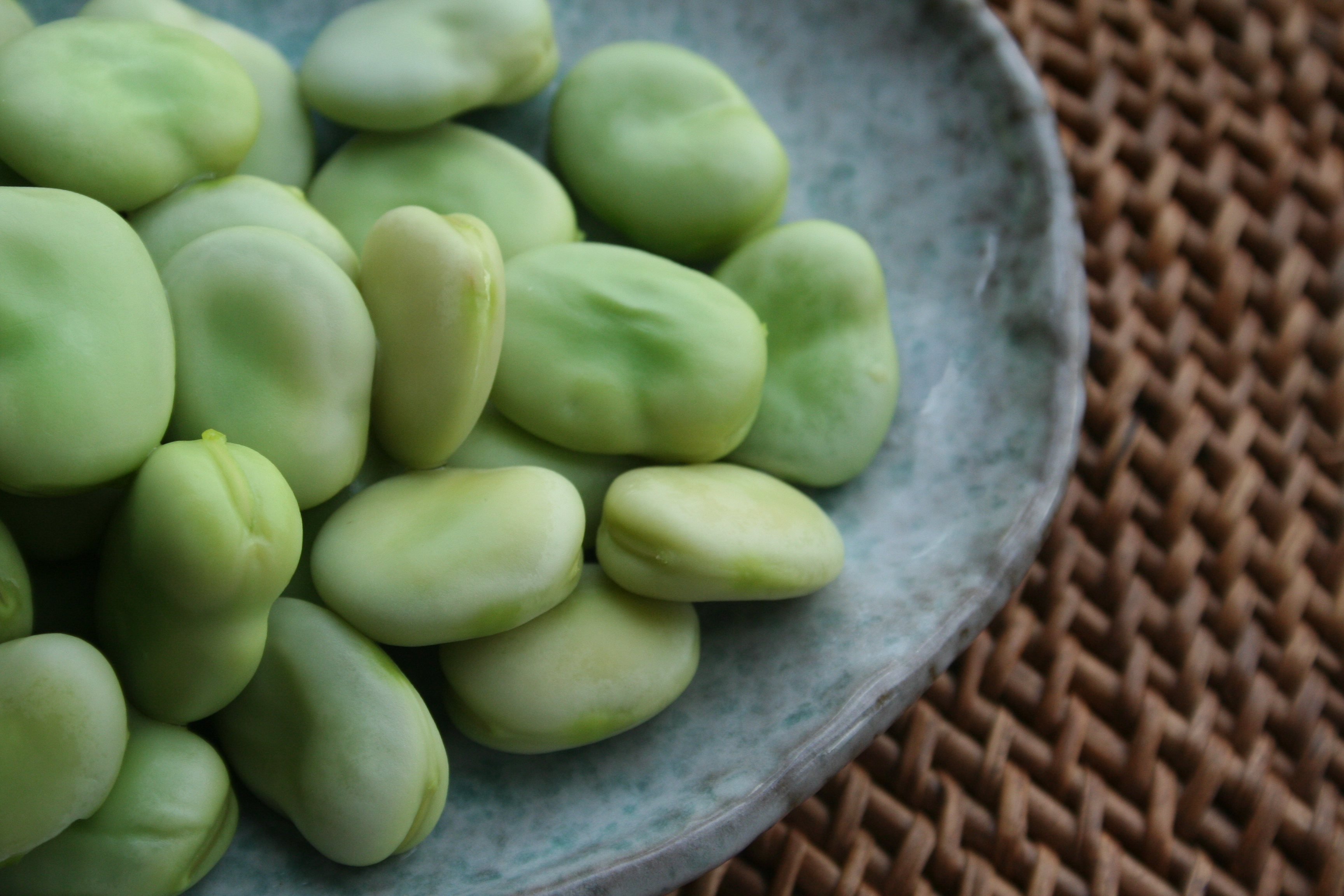
Fève fraîche, après cuisson.

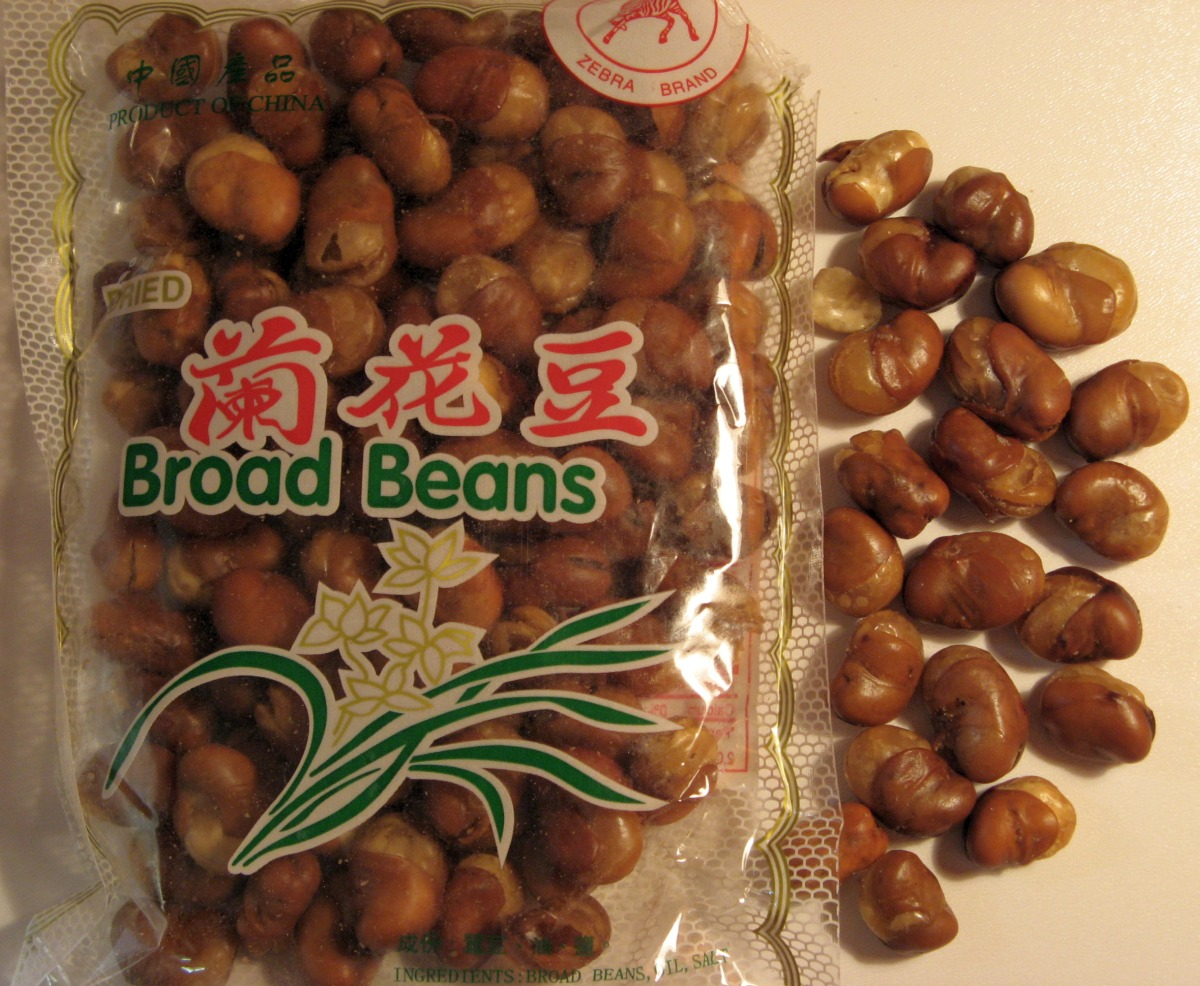
Fèves, grillées, épicées et salées.

Les graines sont farineuses avec une saveur prononcée de noisette et une texture onctueuse.
Les jeunes gousses de certaines variétés peuvent être consommées en mange-tout.
Fraîches, les fèves peuvent être consommées crues, mais sans la peau épaisse qui contient des tanins. Cuites, elles étaient, avant les haricots, consommées dans le cassoulet (aussi appelé le févoulet). Elles peuvent être mijotées dans différents plats ou consommées aussi en purée et dans la soupe, notamment dans la garbure, soupe traditionnelle du Sud-Ouest. Elles accompagnent très bien les œufs sous différentes formes.
Il est également possible de les consommer en graines germées.
- En France, on les mange crues à la croque-au-sel (en apéritif, avec la peau lorsqu'elles sont jeunes).
- En Italie, on les cuisine alla pancetta, avec des oignons et du lard. La période d'après Pâques est appelée il tempo della fava.
- En Afrique du Nord et au Moyen-Orient , elles sont consommées en purée, en beignets ou en salade. Les fèves peuvent aussi y accompagner le couscous de la même façon que les pois chiches ou les petits pois, en particulier en Kabylie où la pluviométrie permet de les cultiver plus facilement[15].
- En Chine on les consomme aussi grillées.
- Les jeunes feuilles de fèves tendres et parfumées qui se trouvent en haut des tiges sont également comestibles. Elles se consomment cuites simplement à l'étouffée ou à la vapeur[16].
- Dans la cuisine levantine (falafels).
- Au Québec, soupe aux gourganes.

Elles font partie des plantes dont la culture est recommandée dans les jardins du domaine royal par le capitulaire De Villis.